# قلعه لواجیک
قلعه لواجیک مربوط به سده‌های اولیه دوران‌های تاریخی پس از اسلام است و در شهرستان بوئین‌زهرا، بخش آوج، روستای کلنجین واقع شده و این اثر در تاریخ ۱۹ اسفند ۱۳۸۰ با شمارهٔ ثبت ۴۹۴۰ به‌عنوان یکی از آثار ملی ایران به ثبت رسیده است.